# François Augère
François Augère est une personnalité politique française de la IIIe République né le 10 mai 1824 à Cosne dans le département de la Nièvre et mort le 14 août 1910 à Nevoy dans le Loiret,.
Il exerce des mandats de maire, conseiller général et de député dans le département du Loiret.

## Biographie
François, Marie, Auguste Augère naît le 10 mai 1824 à Cosne. Il devient propriétaire terrien,.
Il est élu maire de Gien, conseiller général du canton de Gien de 1877 à 1889 puis député du Loiret du 26 février 1888 au 11 novembre 1889 au cours de la quatrième législature de la IIIe République, siégeant pour le groupe de la Gauche radicale,.
Il est nommé chevalier de la Légion d'honneur le 31 décembre 1881.
Il meurt le 14 août 1910 à Nevoy à l'âge de 86 ans.